# Hans Valdemar Sthyr
Hans Valdemar Sthyr, född den 3 oktober 1838 i Fredrikshamn, död den 5 mars 1905 i Charlottenlund, var en dansk kyrko- och statsman.
Styhr blev candidatus theologiæ från Köpenhamns universitet 1861 och verkade som sognepræst i Alslev och Hostrup från 1873 till 1877. Sistnämnda år blev han professor i teologi vid Köpenhamns universitet på en avhandling om Nya Testamentet. Han var professor fram till 1887, då han utnämndes till biskop över Lolland-Falsters stift, vilket han var till 1899. Han var biskop över Fyns stift 1900–1903.
Politisk tilhørte Sthyr Højre, som han representerade i landstinget från 1886 till 1894. Han blev utnämnd till kultusminister vid ministären Hørrings tillträdande den 23 maj 1897 och satt til regeringens avgång den 27 april 1900. Under hans tid som minister genomförde han bland annat Folkeskoleloven av 1899, som hans företrädare hade förberett. Lagen banade väg för en stramare ministeriell styrning av folkskolan.

## Utmärkelser
- Dannebrogsmännens hederstecken,  1892[2]
- Kommendör av första graden av Dannebrogorden,  1898[2]

[Redigera Wikidata]